# Алба Адриатика
А̀лба Адриа̀тика (на италиански: Alba Adriatica) е морски курортен град и община в Южна Италия, провинция Терамо, регион Абруцо. Разположен е на брега на Адриатическо море. Населението на общината е 12 349 души (към 2013 г.).